# Gezicht op Toledo
Vista de Toledo (Nederlands: Gezicht op Toledo) is een schilderij van de Grieks-Spaanse kunstschilder El Greco, geschilderd circa 1599-1600, 121,3 × 108,6 centimeter groot. Het toont de stad Toledo tegen de achtergrond van een dreigende onweerslucht. Het werk werd in 1909 van de Parijse kunsthandelaar Paul Durand-Ruel gekocht door kunstverzamelaarster Louisine Havemeyer, die het naliet aan het Metropolitan Museum of Art te New York, waar het nog steeds tot de collectie behoort.

## Context
In 1577 vestigde El Greco zich in het Spaanse Toledo, waar hij tot aan zijn dood zou blijven wonen. Hij vertaalde er de fanatiek Katholieke geest van het toenmalige Spanje in een grote reeks kerkschilderijen met gedeformeerde hoofden en lichamen, in extatische houdingen. Ze vormden voor hem een anti-naturalistisch middel om emoties en stemmingen uit te beelden, een methode die hij ontleende aan het maniërisme waarmee hij in Italië kennis had gemaakt.
Gezicht op Toledo is, voor zover bekend, het enige echte landschap dat El Greco in Toledo schilderde en vertoont evenzeer een aantal belangrijke kenmerken die zijn kerkschilderijen en portretten in zich dragen. Het werk is uniek voor de tijd waarin het vervaardigd is, niet alleen omdat het een van de zeer weinige landschappen is uit de Spaanse schilderkunst van rond 1600, maar vooral om haar expressieve uitwerking.

## Afbeelding
Het schilderij geeft het uitzicht op de stad Toledo weer. Links in het midden is het kasteel van San Servando te zien. Geschilderd vanuit een laag standpunt leidt El Greco het oog van de kijker vanuit de burcht langs een kronkelende weg via de Alcantara-brug over de Taag naar de stad, met het fort Alcázar en de kathedraal. De locaties hiervan zijn overigens niet erg natuurgetrouw weergegeven. Diverse overige gebouwen lijken door El Greco zelfs te zijn 'verzonnen'. Zijn handtekening staat rechts onderin.
Gezicht op Toledo staat vooral bekend om de unieke weergave van de weids uitgespannen lucht. Deze is geschilderd in voor die tijd ongewoon brede penseelstreken in een naar de horizon toe steeds donkerder wordend blauw, dat scherp contrasteert met het landschap beneden. Een spookachtig licht beschijnt de gebouwen en monumenten, waarvan de profielen zich aan de horizon scherp afsteken tegen opkomende donkere onweerswolken. Diverse diagonalen geven het werk een sterke dynamiek en trekken het oog voortdurend van boven naar beneden en van de voorgrond naar de achtergrond. De overgangen tussen bomen, weides en heuvels lijken te vervagen, waar de seculaire gebouwen en monumenten opvallend scherp getekend zijn en als een soort heiligheden verlicht afsteken tegen de dreigende onweerswolken. Het werk doet voor de tijd waarin het geschilderd werd opvallend modernistisch aan en werd geroemd door de twintigste-eeuwse expressionisten en surrealisten. Salvador Dalí was een groot bewonderaar van El Greco.